# Zushi Games
 (mars 2020).
Si vous disposez d'ouvrages ou d'articles de référence ou si vous connaissez des sites web de qualité traitant du thème abordé ici, merci de compléter l'article en donnant les références utiles à sa vérifiabilité et en les liant à la section « Notes et références ».
Zushi Games (anciennement Zoo Digital Publishing ou Zoo Digital) est un développeur et éditeur de jeux vidéo qui produit divers jeux comme Showtime Action Boxing, Actua Pool, la série Premier Manager ou encore Rapala Pro Fishing.

## Histoire
L'entreprise est fondée par Ian Stewart, l'un des trois fondateurs de Gremlin Interactive. En avril 2008, la société est rachetée par Green Screen Interactive Software pour être combinée avec Destination Software récemment achetée également par l'entreprise. En novembre 2008, les anciens propriétaires rachètent leur société. En mars 2009, l'entreprise est renommée Zushi Games. Elle ferme en 2010.